# Alfa Romeo 158
O Alfa Romeo 158 foi o chassi com o qual a Alfa Romeo conquistou o título da primeira temporada da história da Fórmula 1, a de 1950. Tinha o motor L8.
Teve como pilotos: Giuseppe Farina, Juan Manuel Fangio, Luigi Fagiolli, Reg Parnell, Consalvo Sanesi e Piero Taruffi.

## Resultados[1]
(legenda) (em negrito indica pole position e itálico volta mais rápida)
| Ano  | Chassis | Motor                  | Pneus | Pilotos            | 1   | 2   | 3   | 4   | 5   | 6   | 7       | Pontos | Posição |
| ---- | ------- | ---------------------- | ----- | ------------------ | --- | --- | --- | --- | --- | --- | ------- | ------ | ------- |
| 1950 | 158     | Alfa Romeo 158 1.5 L8c | P     |                    | GBR | MON | 500 | SUI | BEL | FRA | ITA     |        |         |
| 1950 | 158     | Alfa Romeo 158 1.5 L8c | P     | Giuseppe Farina*   | 1   | Ret |     | 1   | 4   | 7   | 1*      | 30     | Campeão |
| 1950 | 158     | Alfa Romeo 158 1.5 L8c | P     | Juan Manuel Fangio | Ret | 1   | Ret | 1   | 1   | Ret | 27      | 2º     |         |
| 1950 | 158     | Alfa Romeo 158 1.5 L8c | P     | Luigi Fagioli      | 2   | Ret | 2   | 2   | 2   | 3   | 24 (28) | 3º     |         |
| 1950 | 158     | Alfa Romeo 158 1.5 L8c | P     | Reg Parnell        | 3   |     |     |     |     |     | 4       | 8º     |         |
| 1950 | 158     | Alfa Romeo 158 1.5 L8c | P     | Consalvo Sanesi    |     |     |     |     |     | Ret |         |        |         |
| 1950 | 158     | Alfa Romeo 158 1.5 L8c | P     | Piero Taruffi      |     |     |     |     |     | Ret |         |        |         |

| Número Do Carro Em Cada Corrida | Número Do Carro Em Cada Corrida | Número Do Carro Em Cada Corrida | Número Do Carro Em Cada Corrida | Número Do Carro Em Cada Corrida | Número Do Carro Em Cada Corrida | Número Do Carro Em Cada Corrida | Número Do Carro Em Cada Corrida |
| Piloto                          | 1 GBR                           | 2 MON                           | 3 500                           | 4 SUI                           | 5 BEL                           | 6 FRA                           | 7 ITA                           |
| ------------------------------- | ------------------------------- | ------------------------------- | ------------------------------- | ------------------------------- | ------------------------------- | ------------------------------- | ------------------------------- |
| Giuseppe Farina                 | 2                               | 32                              |                                 | 16                              | 8                               | 2                               | 10                              |
| Juan Manuel Fangio              | 1                               | 34                              | 14                              | 10                              | 6                               | 18                              |                                 |
| Luigi Fagioli                   | 3                               | 36                              | 12                              | 12                              | 4                               | 36                              |                                 |
| Reg Parnell                     | 4                               | -                               | -                               | -                               | -                               | -                               |                                 |
| Consalvo Sanesi                 | -                               | -                               | -                               | -                               | -                               | 46                              |                                 |
| Piero Taruffi                   | -                               | -                               | -                               | -                               | -                               | 54                              |                                 |

* Campeão